# Block Mountain, Antarktis
Block Mountain är ett berg i Antarktis. Det ligger i Västantarktis. Argentina, Chile och Storbritannien gör anspråk på området. Toppen på Block Mountain är 1 460 meter över havet.
Terrängen runt Block Mountain är kuperad åt nordost, men åt sydväst är den bergig. Trakten är obefolkad. Det finns inga samhällen i närheten.